# Europese kampioenschappen roeien 2016
De Europese kampioenschappen roeien 2016 werden van vrijdag 6 mei tot en met zondag 8 mei gehouden in Brandenburg an der Havel, Duitsland.

## Medaillewinnaars

### Mannen
| Bootklasse              | Goud | Goud    | Zilver | Zilver  | Brons | Brons   |
| Skiff M1x               | Kroatië Damir Martin | 8:05,59 | Litouwen Mindaugas Griškonis | 8:19,30 | Tsjechië Ondřej Synek | 8:25,40 |
| Twee zonder M2-         | Hongarije Adrián Juhász Béla Simon | 7:05,70 | Verenigd Koninkrijk Alan Sinclair Stewart Innes | 7:06,28 | Nederland Roel Braas Mitchel Steenman | 7:06,78 |
| Dubbel twee M2x         | Kroatië Martin Sinković Valent Sinković | 7:06,33 | Duitsland Marcel Hacker Stephan Krüger | 7:14,22 | Litouwen Rolandas Maščinskas Saulius Ritter | 7:17,79 |
| Vier zonder M4-         | Verenigd Koninkrijk Alex Gregory Mohamed Sbihi George Nash Constantine Louloudis                                                                          | 6:18,93 | Wit-Rusland Vadzim Lialin Dzianis Mihal Mikalai Sharlap Ihar Pashevich                                                                                        | 6:20,91 | Frankrijk Valentin Onfroy Benjamin Johnson Lang Mickael Marteau Theophile Onfroy                                                                    | 6:21,55 |
| Dubbel vier M4x         | Estland Andrei Jämsä Allar Raja Tonu Endrekson Kaspar Taimsoo                                                                                             | 6:29,82 | Litouwen Dovydas Nemeravicius Martynas Dziaugys Dominykas Jancionis Aurimas Adomavicius                                                                       | 6:31,98 | Rusland Nikita Morgachev Artem Kosov Vladislav Ryabcev Sergey Fedorovtsev                                                                           | 6:32,27 |
| Acht M8+                | Duitsland Maximilian Munski Malte Jakschik Andreas Kuffner Felix Drahotta Maximilian Reinelt Eric Johannesen Richard Schmidt Hannes Ocik Martin Sauer (s) | 6:16,65 | Rusland Roman Lomachev Lev Gritsenko Maksim Golubev Pavel Sorin Viacheslav Mikhaylevskiy Alexander Kornilov Semen Yaganov Daniil Andrienko Pavel Safonkin (s) | 6:17,43 | Verenigd Koninkrijk Matthew Gotrel Scott Durant Tom Ransley Paul Bennett Pete Reed Andrew Triggs Hodge Matt Langridge William Satch Phelan Hill (s) | 6:20,39 |
| Lichte skiff LM1x       | Slowakije Lukáš Babač | 7:33,42 | Duitsland Konstantin Steinhuebel | 7:35,54 | Slovenië Rajko Hrvat | 7:36,72 |
| Lichte twee zonder LM2- | Verenigd Koninkrijk Sam Scrimgeour Joel Cassells | 7:00,38 | Denemarken Emil Espensen Jens Vilhelmsen | 7:03,94 | Spanje Sergio Pérez Moreno Jesús González Álvarez                                                                                                   | 7:05,32 |
| Lichte dubbel twee LM2x | Ierland Gary O'Donovan Paul O'Donovan | 6:57,76 | Duitsland Moritz Moos Jason Osborne | 6:59,54 | Noorwegen Kristoffer Brun Are Strandli | 7:00,52 |
| Lichte vier zonder LM4- | Zwitserland Lucas Tramèr Simon Schürch Simon Niepmann Mario Gyr                                                                                           | 6:45,24 | Verenigd Koninkrijk Chris Bartley Mark Aldred Jono Clegg Peter Chambers                                                                                       | 6:47,73 | Duitsland Jonathan Koch Lucas Schaefer Tobias Franzmann Lars Wichert                                                                                | 6:51,66 |

### Vrouwen
| Bootklasse              | Goud | Goud    | Zilver | Zilver  | Brons | Brons   |
| Skiff W1x               | Oostenrijk Magdalena Lobnig | 9:22,32 | Letland Elza Gulbe | 9:39,10 | Ierland Sanita Pušpure | 9:44,77 |
| Twee zonder W2-         | Verenigd Koninkrijk Helen Glover Heather Stanning | 7:35,93 | Duitsland Kerstin Hartmann Kathrin Marchand | 7:43,81 | Roemenië Madalina Beres Laura Oprea | 7:47,18 |
| Dubbel twee W2x         | Wit-Rusland Yuliya Bichyk Tatsiana Kukhta | 8:25,91 | Duitsland Julia Lier Mareike Adams | 8:28,30 | Tsjechië Kristyna Fleissnerova Lenka Antosova | 8:31,94 |
| Dubbel vier W4x         | Duitsland Annekatrin Thiele Carina Baer Marie-Catherine Arnold Lisa Schmidla                                                                             | 7:14,31 | Polen Agnieszka Kobus Joanna Leszczyńska Maria Springwald Monika Ciaciuch                                                                              | 7:18,53 | Oekraïne Daryna Verkhogliad Olena Buryak Anastasija Kozjenkova Ievgeniia Nimchenko                                                                                             | 7:21,12 |
| Acht W8+                | Verenigd Koninkrijk Katie Greves Melanie Wilson Frances Houghton Polly Swann Jessica Eddie Olivia Carnegie-Brown Karen Bennett Zoe Lee Zoe De Toledo (s) | 6:51,46 | Nederland Wianka van Dorp Sophie Souwer Lies Rustenburg José van Veen Ellen Hogerwerf Claudia Belderbos Monica Lanz Olivia van Rooijen Ae-Ri Noort (s) | 6:51,83 | Rusland Julia Kalinovskaya Yulia Inozemtseva Julia Popova Alevtina Savkina Anastasia Karabelshchikova Aleksandra Fedorova Elena Lebedeva Elena Oriabinskaia Ksenia Volkova (s) | 6:55,43 |
| Lichte skiff LW1x       | Duitsland Anja Noske | 8:26,75 | Denemarken Rungeaja Holmegaard | 8:32,54 | Nederland Elisabeth Woerner | 8:37,05 |
| Lichte dubbel twee LW2x | Nederland Ilse Paulis Maaike Head | 7:40,50 | Duitsland Ronja Fini Sturm Marie-Louise Draeger | 7:42,79 | Polen Joanna Dorociak Weronika Deresz | 7:44,88 |

## Medailleklassement

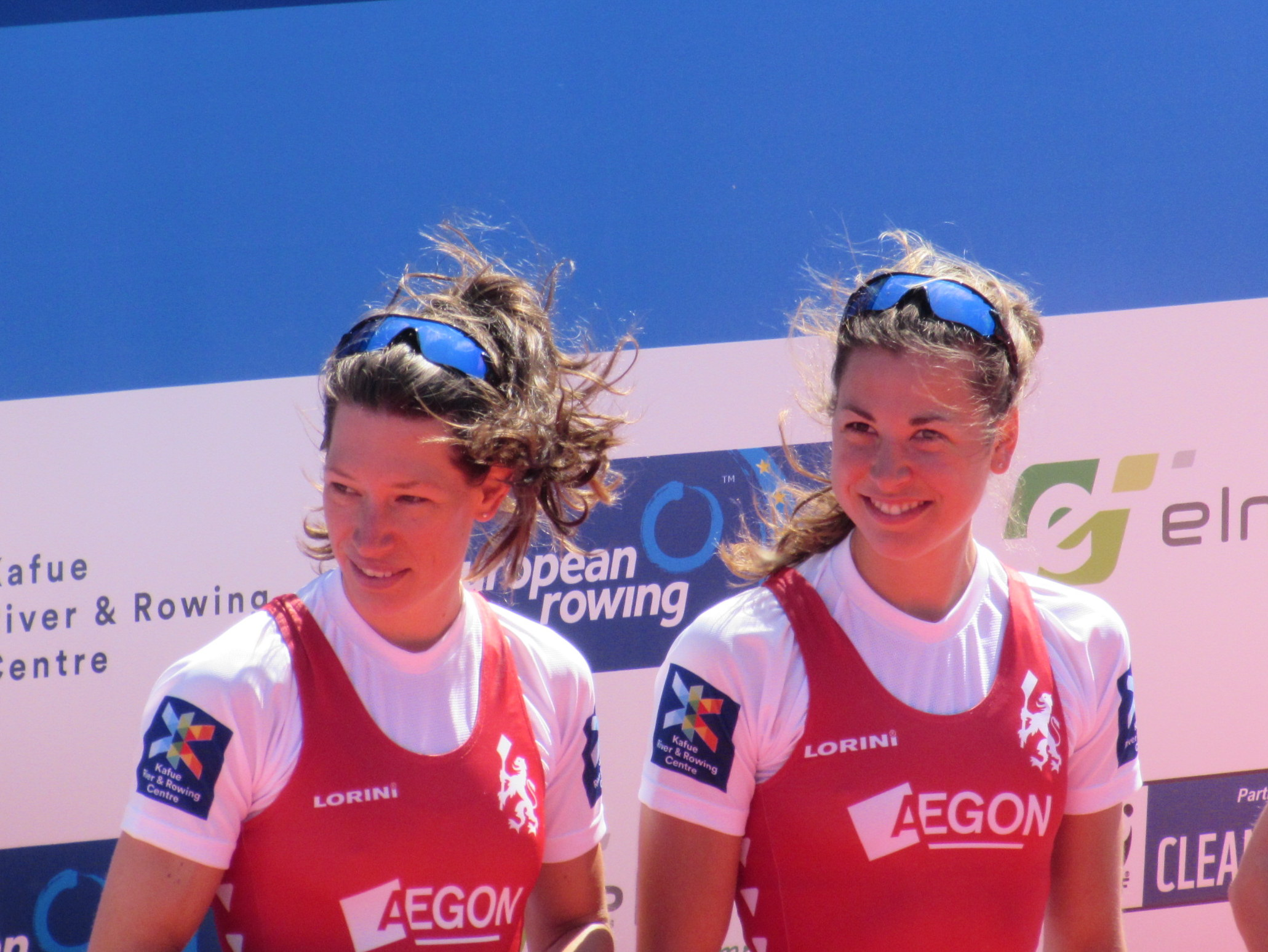
Ilse Paulis en Maaike Head, Europees kampioen lichte vrouwen dubbel (LW2x) in 2016.

| Plaats | Land                | Goud | Zilver | Brons | Totaal |
| 1      | Verenigd Koninkrijk | 4    | 2      | 1     | 7      |
| 2      | Duitsland           | 3    | 6      | 1     | 10     |
| 3      | Kroatië             | 2    | 0      | 0     | 2      |
| 4      | Nederland           | 1    | 1      | 2     | 4      |
| 5      | Wit-Rusland         | 1    | 1      | 0     | 2      |
| 6      | Ierland             | 1    | 0      | 1     | 2      |
| 7      | Oostenrijk          | 1    | 0      | 0     | 1      |
| 7      | Estland             | 1    | 0      | 0     | 1      |
| 7      | Hongarije           | 1    | 0      | 0     | 1      |
| 7      | Zwitserland         | 1    | 0      | 0     | 1      |
| 7      | Slowakije           | 1    | 0      | 0     | 1      |
| 12     | Litouwen            | 0    | 2      | 1     | 3      |
| 13     | Denemarken          | 0    | 2      | 0     | 2      |
| 14     | Rusland             | 0    | 1      | 2     | 3      |
| 15     | Polen               | 0    | 1      | 1     | 2      |
| 16     | Letland             | 0    | 1      | 0     | 1      |
| 17     | Tsjechië            | 0    | 0      | 2     | 2      |
| 18     | Frankrijk           | 0    | 0      | 1     | 1      |
| 18     | Noorwegen           | 0    | 0      | 1     | 1      |
| 18     | Roemenië            | 0    | 0      | 1     | 1      |
| 18     | Slovenië            | 0    | 0      | 1     | 1      |
| 18     | Spanje              | 0    | 0      | 1     | 1      |
| 18     | Oekraïne            | 0    | 0      | 1     | 1      |
| Totaal | Totaal              | 17   | 17     | 17    | 51     |